# Radmer
Radmer é um município da Áustria, situado no distrito de Leoben, na estado da Estíria. Tem 82,44 km² de área e sua população em 2019 foi estimada em 537 habitantes.